# Боровський Петро Фокич
Петро Фокич Боровський (рос. Петр Фокич Боровский; 27 травня 1863, Погар, Погарська волость, Стародубський повіт, Чернігівська губернія, Російська імперія — 15 грудня 1932, Ташкент, Узбецька РСР, СРСР) — російський хірург і паразитолог. Відомий дослідженням шкірного лейшманіозу — «пендинської виразки», який було присвоєне назву «хвороба Боровського». Був одним з організаторів системи охорони здоров'я в Узбекистані.

## Біографія
Закінчив у 1887 році Військово-медичну академію в Санкт-Петербурзі. З 1892 року служив у Ташкентському військовому госпіталі. Став одним з організаторів медичного факультету Ташкентського університету, що пізніше перетворений на Ташкентський медичний інститут. З 1920 року до кінця життя завідував там кафедрою госпітальної хірургії.
Описав збудника пендинської виразки і показав, що він відноситься не до бактерій, а до типу найпростіших. У 1898 році опублікував результати своїх досліджень у «Військово-медичному журналі» (№ 11). Тільки в 1932 році його відкриття отримало міжнародне визнання.
Також він припустив, що передача збудника відбувається не шляхом прямої інокуляції в шкіру, а через кров з травного або дихального апарату москітів. Це у 1902 році підтвердив колега Боровського К. Шульгін. 
Боровським була запропонована нова методика накладення швів при ушиванні сечового міхура.
Помер у Ташкенті 15 грудня 1932 року, похований там же.

## Визнання
- Іменем Боровського названий військовий госпіталь і медичний коледж у Ташкенті.
- Також його ім'ям названа вулиця, на якій розташований цей коледж в Ташкенті.